# تيم وليامز (لاعب كرة قدم أمريكية)
تيم وليامز (بالإنجليزية: Tim Williams)‏ هو لاعب كرة قدم أمريكية أمريكي، ولد في 12 نوفمبر 1995 في باتون روج في الولايات المتحدة.

## وصلات خارجية
- تيم وليامز على موقع مرجع كرة القدم المحترفة.كوم (الإنجليزية)